# Jin Yan
Pour les articles homonymes, voir Jin Yan (homonymie).
金 嫣 ou Jin Yan, née le 27 juillet 1972 à Pékin, est une footballeuse chinoise des années 1990. Elle évoluait au poste d'attaquant.

## Biographie
Internationale chinoise, elle participe à la Coupe du monde 1999 (finaliste, trois buts) et aux JO 2000 (1er tour, aucun but). Elle est co-meilleure buteuse de l'Algarve Cup 1999 (vainqueur, quatre buts).